# Гура (Росія)
Гура́ (рос. Гура) — село у складі Сюмсинського району Удмуртії, Росія.

## Населення
Населення — 310 осіб (2010; 380 в 2002).
Національний склад (2002):
- удмурти — 58 %
- росіяни — 36 %

## Географія
Поблизу села починається річка Гурінка — притока Лумпуна басейну Вятки.

## Урбаноніми[3]
- вулиці — Зарічна, Лучна, Молодіжна, Новобудовна, Польова, Сонячна, Соснова, Центральна, Шкільна
- провулки — Бузковий